# Golden Valley (Dakota del Norte)
Golden Valley es una ciudad situada en el condado de Mercer, Dakota del Norte, Estados Unidos. Tiene una población estimada, a mediados de 2022, de 189 habitantes.

## Geografía
La localidad está ubicada en las coordenadas 47°17′25″N 102°3′55″O / 47.29028, -102.06528. Según la Oficina del Censo de los Estados Unidos, tiene una superficie de 1.94 km² de tierra y 0.003 km² de agua.

## Demografía
Según el censo de 2020, en ese momento había 191 personas residiendo en la localidad. La densidad de población era de 98.45 hab./km². El 93.19% de los habitantes eran blancos, el 0.52% era amerindio, el 1.05% eran asiáticos y el 5.24% eran de una mezcla de razas. Del total de la población, el 2.09% eran hispanos o latinos de cualquier raza.